# To the Moon
『To the Moon』は、カナダのゲームデザイナーKan Gaoの個人スタジオであるFreebird Gamesによって開発されたRPGツクールXP製のアドベンチャーゲーム。2011年にWindows版が公開された。日本語版はPLAYISMより配信されている。
2017年には中国のゲームスタジオX.D. NetworkよりiOS/Android版が発売。2020年1月16日にはNintendo Switch版が発売された（日本語訳はハチノヨンが担当）。

## ストーリー
科学者であるふたりの主人公たちは、ジョニーという老人から「月に行きたい」という依頼を受けて彼の家を訪れるが、すでにジョニーは昏睡状態にあった。そこでふたりはジョニーの記憶の世界に潜り、彼の過去を追体験していく。

## アニメ
2018年5月18日、Freebird GamesのKan Gaoより、中国の投資会社の出資を受け日本のアニメ制作会社が手掛ける長編アニメ作品のプロジェクトについて発表された。

## 評価
GameSpotの2011 Game of the Year awardsで「Best Story」賞を受賞した。